# Tumiritinga
Tumiritinga é um município brasileiro no interior do estado de Minas Gerais, Região Sudeste do país. Localiza-se no Vale do Rio Doce e está situado a cerca de 380 km a leste da capital do estado. Ocupa uma área de 500,073 km², sendo que 0,3 km² estão em perímetro urbano, e sua população foi estimada em 5 973 habitantes em 2024.
A sede tem uma temperatura média anual de 22,7 °C e na vegetação original do município predomina a Mata Atlântica. Com 68% da população vivendo na zona urbana, Tumiritinga contava, em 2009, com quatro estabelecimentos de saúde. O seu Índice de Desenvolvimento Humano (IDH) é de 0,626, considerando como médio em relação ao estado.
O povoamento do município teve início no começo do século XX, com as obras de locação da Estrada de Ferro Vitória a Minas (EFVM) e da primeira estação ferroviária da cidade. A localidade se desenvolveu principalmente à base do comércio, tendo se tornado distrito de Tarumirim em 1938 e emancipado em 1948, instalando-se em 19 de março de 1949.
Situa-se em Tumiritinga uma das principais praias de água doce da região, a Praia do Jaó, às margens do rio Doce, cujo conjunto paisagístico abrange pontos como uma área de eventos com 5 mil m², uma área de preservação ambiental e a Praça Silvio Perez. Na praia é realizado um dos maiores carnavais do entorno da cidade, o Carnajaó, que em algumas edições atrai milhares de pessoas em seus dias de festa.

## História
Até por volta de 1910, a área do atual município de Tumiritinga era uma fazenda pertencente ao coronel Xandoca. Nesta ocasião, é construída a primeira estação ferroviária da localidade, atendida pela Estrada de Ferro Vitória a Minas (EFVM). Os trabalhadores da ferrovia se fixaram nas proximidades, cujo lugar que recebeu o nome de Parada da Cachoeirinha, dando início ao povoamento. O antigo nome se deve à existência de uma pequena queda no rio Doce. Pouco tempo depois, o desenvolvimento do comércio começou atrair famílias oriundas de Queiroga (atual Itanhomi).
O lugar pertencia ao município de Tarumirim. Dado o crescimento populacional e econômico, pela lei estadual nº 148, de 17 de dezembro de 1938, foi criado o distrito de Cachoeirinha, que passou a se denominar Tumiritinga pela lei estadual nº 1.058, de 31 de dezembro de 1943. Foi emancipado pela lei estadual nº 336, de 27 de dezembro de 1948, sendo instalado em 1949. A lei nº 1.039, de 12 de dezembro de 1953, criou o único distrito do município, São Geraldo de Tumiritinga.

## Geografia
A área do município, segundo o Instituto Brasileiro de Geografia e Estatística (IBGE), é de 500,073 km², sendo que 0,3682 km² constituem a zona urbana. Situa-se a 18º°58'45" de latitude sul e 41°38'43" de longitude oeste e está a uma distância de 381 quilômetros a leste da capital mineira. Seus municípios limítrofes são Governador Valadares, a norte; Alpercata, a noroeste; Capitão Andrade e Itanhomi, a oeste; Conselheiro Pena, a sul; e Galileia, a leste.
De acordo com a divisão regional vigente desde 2017, instituída pelo IBGE, o município pertence às Regiões Geográficas Intermediária e Imediata de Governador Valadares. Até então, com a vigência das divisões em microrregiões e mesorregiões, fazia parte da microrregião de Governador Valadares, que por sua vez estava incluída na mesorregião do Vale do Rio Doce.

### Relevo, hidrografia e meio ambiente
O relevo do município de Tumiritinga é predominantemente plano. Em aproximadamente 40% do território tumiritinguense há o predomínio de lugares aplainados, enquanto que cerca de 30% é coberto por mares de morros e terrenos montanhosos e os 30% restantes são terras montanhosas. A altitude máxima encontra-se na Serra Queiroguinha, que chega aos 560 metros, enquanto que a altitude mínima está na foz do rio Caratinga no rio Doce, com 187  metros. Já o ponto central da cidade está a 140,61 m. Os rios Doce, Caratinga e Preto e o ribeirão Traíras são os principais cursos hídricos que passam por Tumiritinga, fazendo parte da bacia do rio Doce. O rio Doce, inclusive, banha a zona urbana.
Por vezes, na estação das chuvas, os mananciais que cortam o município, principalmente o rio Doce, sofrem com a elevação de seus níveis, provocando enchentes em suas margens, o que exige a existência de um sistema de alerta contra enchentes eficaz. A cidade foi uma das mais afetadas pelas enchentes de 1979, que atingiram vários municípios do leste mineiro banhados pelo rio Doce e seus afluentes. Atualmente existe uma série de estações pluviométricas e fluviométricas instaladas em Tumiritinga, que são administradas pela Companhia de Pesquisa de Recursos Minerais (CPRM) e que visam a alertar a população de uma possível enchente.
A vegetação predominante no município é a Mata Atlântica, sendo que os principais problemas ambientais presentes, segundo a prefeitura em 2010, eram o assoreamento de corpos d'água e as queimadas. A cidade conta, entretanto, com Conselho Municipal de Meio Ambiente, criado em 2005 e de caráter paritário.

### Clima
| Maiores acumulados diários de chuva registrados em Tumiritinga por meses | Maiores acumulados diários de chuva registrados em Tumiritinga por meses | Maiores acumulados diários de chuva registrados em Tumiritinga por meses | Maiores acumulados diários de chuva registrados em Tumiritinga por meses | Maiores acumulados diários de chuva registrados em Tumiritinga por meses | Maiores acumulados diários de chuva registrados em Tumiritinga por meses |
| Mês                                                                      | Acumulado                                                                | Data                                                                     | Mês                                                                      | Acumulado                                                                | Data                                                                     |
| ------------------------------------------------------------------------ | ------------------------------------------------------------------------ | ------------------------------------------------------------------------ | ------------------------------------------------------------------------ | ------------------------------------------------------------------------ | ------------------------------------------------------------------------ |
| Janeiro                                                                  | 140 mm                                                                   | 29/01/2013                                                               | Julho                                                                    | 25,9 mm                                                                  | 13/07/1990                                                               |
| Fevereiro                                                                | 73,6 mm                                                                  | 26/02/1999                                                               | Agosto                                                                   | 38,9 mm                                                                  | 26/08/1984                                                               |
| Março                                                                    | 178,7 mm                                                                 | 16/03/1979                                                               | Setembro                                                                 | 56,8 mm                                                                  | 30/09/2003                                                               |
| Abril                                                                    | 69 mm                                                                    | 16/04/1980                                                               | Outubro                                                                  | 88,9 mm                                                                  | 21/10/1984                                                               |
| Maio                                                                     | 71,5 mm                                                                  | 10/05/2010                                                               | Novembro                                                                 | 151,2 mm                                                                 | 30/11/1997                                                               |
| Junho                                                                    | 68,4 mm                                                                  | 13/06/2009                                                               | Dezembro                                                                 | 142,1 mm                                                                 | 18/12/2013                                                               |
| Fonte: Agência Nacional de Águas e Saneamento Básico (ANA)               |                                                                          |                                                                          |                                                                          |                                                                          |                                                                          |

O clima tumiritinguense é caracterizado, segundo o IBGE, como tropical quente semiúmido (tipo Aw segundo Köppen), tendo temperatura média anual de 22,7 °C com invernos secos e amenos e verões chuvosos e com temperaturas elevadas. O mês mais quente, fevereiro, tem temperatura média de 24,9 °C, sendo a média máxima de 30,2 °C e a mínima de 19,7 °C. E o mês mais frio, julho, de 19,8 °C, sendo 26,2 °C e 13,4 °C as médias máxima e mínima, respectivamente. Outono e primavera são estações de transição.
A precipitação média anual é de 1 240,8 mm, sendo julho o mês mais seco, quando ocorrem apenas 12,3 mm. Em janeiro, o mês mais chuvoso, a média fica em 225 mm. Nos últimos anos, entretanto, os dias quentes e secos durante o inverno têm sido cada vez mais frequentes, não raro ultrapassando a marca dos 30 °C, especialmente entre julho e setembro. Em julho de 2012, por exemplo, a precipitação de chuva em Tumiritinga não passou dos 0 mm. Durante a época das secas e em longos veranicos em pleno período chuvoso também são comuns registros de queimadas em morros e matagais, principalmente na zona rural da cidade, o que contribui com o desmatamento e com o lançamento de poluentes na atmosfera, prejudicando ainda a qualidade do ar.
Segundo dados da Companhia de Pesquisa de Recursos Minerais (CPRM), de 1974 a 2024 o maior acumulado de chuva registrado em 24 horas em Tumiritinga foi de 178,7 mm no dia 16 de março de 1979. Outros grandes acumulados foram de 152,1 mm em 30 de novembro de 1997, 142,1 mm em 18 de dezembro de 2013 e 140 mm em 29 de janeiro de 2013. De acordo com o Instituto Nacional de Pesquisas Espaciais (INPE), Tumiritinga é o 658º colocado no ranking de ocorrências de descargas elétricas no estado de Minas Gerais, com uma média anual de 2,179 raios por quilômetro quadrado.
| Dados climatológicos para Tumiritinga | Dados climatológicos para Tumiritinga | Dados climatológicos para Tumiritinga | Dados climatológicos para Tumiritinga | Dados climatológicos para Tumiritinga | Dados climatológicos para Tumiritinga | Dados climatológicos para Tumiritinga | Dados climatológicos para Tumiritinga | Dados climatológicos para Tumiritinga | Dados climatológicos para Tumiritinga | Dados climatológicos para Tumiritinga | Dados climatológicos para Tumiritinga | Dados climatológicos para Tumiritinga | Dados climatológicos para Tumiritinga |
| Mês                                   | Jan                                   | Fev                                   | Mar                                   | Abr                                   | Mai                                   | Jun                                   | Jul                                   | Ago                                   | Set                                   | Out                                   | Nov                                   | Dez                                   | Ano                                   |
| ------------------------------------- | ------------------------------------- | ------------------------------------- | ------------------------------------- | ------------------------------------- | ------------------------------------- | ------------------------------------- | ------------------------------------- | ------------------------------------- | ------------------------------------- | ------------------------------------- | ------------------------------------- | ------------------------------------- | ------------------------------------- |
| Temperatura máxima média (°C)         | 30,4                                  | 30,2                                  | 30,2                                  | 28,9                                  | 27,4                                  | 26,4                                  | 26,2                                  | 27,1                                  | 27,5                                  | 28,3                                  | 28,8                                  | 29,3                                  | 28,3                                  |
| Temperatura mínima média (°C)         | 19,1                                  | 19,7                                  | 19,7                                  | 18,1                                  | 16                                    | 13,8                                  | 13,4                                  | 14,4                                  | 15,8                                  | 18,2                                  | 19,1                                  | 19,4                                  | 17,2                                  |
| Precipitação (mm)                     | 225                                   | 129,5                                 | 144                                   | 80,8                                  | 33,3                                  | 17,7                                  | 12,3                                  | 17,1                                  | 49,2                                  | 122,4                                 | 193,9                                 | 215,6                                 | 1 240,8                               |
| Fonte: Somar Meteorologia             |                                       |                                       |                                       |                                       |                                       |                                       |                                       |                                       |                                       |                                       |                                       |                                       |                                       |

## Demografia
Em 2022, a população foi estimada em 5 886 habitantes pelo censo daquele ano, realizado pelo Instituto Brasileiro de Geografia e Estatística (IBGE). Em 2010, a população era de 6 293 habitantes. Segundo o censo de 2010, 3 198 habitantes eram homens e 3 095 habitantes mulheres. Ainda segundo o mesmo censo, 4 323 habitantes viviam na zona urbana e 1 970 na zona rural. Da população total, 1 778 habitantes (28,25%) tinham menos de 15 anos de idade, 3 927 habitantes (62,40%) tinham de 15 a 64 anos e 588 pessoas (9,34%) possuíam mais de 65 anos, sendo que a esperança de vida ao nascer era de 74,6 anos e a taxa de fecundidade total por mulher era de 2,4.
Em 2010, segundo dados do censo do IBGE daquele ano, a população tumiritinguense era composta por 1 555 brancos (24,71%); 745 negros (11,84%); 113 amarelos (1,80%); 3 876 pardos (61,59%) e quatro indígenas (0,06%). Considerando-se a região de nascimento, quatro eram nascidos na Região Norte (0,07%), 101 na Região Nordeste (1,61%), 6 130 no Sudeste (97,41%) e 17 no Centro-Oeste (0,28%). 5 834 habitantes eram naturais do estado de Minas Gerais (92,71%) e, desse total, 3 344 eram nascidos em Tumiritinga (53,13%). Entre os 459 naturais de outras unidades da federação, Espírito Santo era o estado com maior presença, com 146 pessoas (2,32%), seguido por São Paulo, com 95 residentes (1,51%), e pelo Rio de Janeiro, com 55 habitantes residentes no município (0,87%).
O Índice de Desenvolvimento Humano Municipal (IDH-M) de Tumiritinga é considerado médio pelo Programa das Nações Unidas para o Desenvolvimento (PNUD), sendo que seu valor é de 0,626 (o 3561º maior do Brasil). A cidade possui a maioria dos indicadores próximos à média nacional segundo o PNUD. Considerando-se apenas o índice de educação o valor é de 0,482, o valor do índice de longevidade é de 0,827 e o de renda é de 0,615. De 2000 a 2010, a proporção de pessoas com renda domiciliar per capita de até meio salário mínimo reduziu em 47,8% e em 2010, 76,3% da população vivia acima da linha de pobreza, 15,5% encontrava-se na linha da pobreza e 8,1% estava abaixo e o coeficiente de Gini, que mede a desigualdade social, era de 0,46, sendo que 1,00 é o pior número e 0,00 é o melhor. A participação dos 20% da população mais rica da cidade no rendimento total municipal era de 50,3%, ou seja, 11 vezes superior à dos 20% mais pobres, que era de 4,6%.
De acordo com dados do censo de 2010 realizado pelo IBGE, a população de Tumiritinga está composta por: 3 631 católicos (57,70%), 1 884 evangélicos (29,94%), 598 pessoas sem religião (9,50%), 18 espíritas (0,28%) e 2,58% estão divididas entre outras religiões. O padroeiro católico é São José.

## Política e administração
A administração municipal se dá pelos Poderes Executivo e Legislativo. O Executivo é exercido pelo prefeito, auxiliado pelo seu gabinete de secretários. O Poder Legislativo, por sua vez, é constituído pela câmara municipal, composta por nove vereadores. Cabe à casa elaborar e votar leis fundamentais à administração e ao Executivo, especialmente o orçamento participativo (Lei de Diretrizes Orçamentárias).
Em complementação ao processo Legislativo e ao trabalho das secretarias, existem também conselhos municipais em atividade, entre os quais dos direitos da criança e do adolescente, que foi criado em 2009, e o conselho tutelar. Tumiritinga se rege por sua lei orgânica, que foi promulgada em 19 de março de 1990, e é termo da Comarca de Conselheiro Pena, do Poder Judiciário estadual, de primeira entrância, juntamente com os municípios de Alvarenga, Cuparaque e Goiabeira. O município possuía, em fevereiro de 2017, 5 598 eleitores, de acordo com o Tribunal Superior Eleitoral (TSE), o que representa 0,036% do eleitorado mineiro.

## Economia
No Produto Interno Bruto (PIB) de Tumiritinga, destacam-se a agropecuária e a área de prestação de serviços. De acordo com dados do IBGE, relativos a 2011, o PIB do município era de R$ 40 329 mil. 1 317 mil reais eram de impostos sobre produtos líquidos de subsídios a preços correntes e o PIB per capita era de R$ 6 372,11. Em 2010, 57,41% da população maior de 18 anos era economicamente ativa, enquanto que a taxa de desocupação era de 8,52%.
Salários juntamente com outras remunerações somavam 3,947 mil reais e o salário médio mensal de todo município era de 1,4 salários mínimos. Havia 88 unidades locais e 86 empresas atuantes. Segundo o IBGE, 75,39% das residências sobreviviam com menos de salário mínimo mensal por morador (1 583 domicílios), 16,27% sobreviviam com entre um e três salários mínimos para cada pessoa (320 domicílios), 1,45% recebiam entre três e cinco salários (29 domicílios), 0,97% tinham rendimento mensal acima de cinco salários mínimos (19 domicílios) e 5,90% não tinham rendimento (116 domicílios).
Setor primário
| Produção de cana-de-açúcar, milho e mandioca (2011) | Produção de cana-de-açúcar, milho e mandioca (2011) | Produção de cana-de-açúcar, milho e mandioca (2011) |
| --------------------------------------------------- | --------------------------------------------------- | --------------------------------------------------- |
| Produto                                             | Área colhida (hectares)                             | Produção (tonelada)                                 |
| Cana-de-açúcar                                      | 30                                                  | 2 400                                               |
| Milho                                               | 350                                                 | 609                                                 |
| Mandioca                                            | 31                                                  | 341                                                 |

A pecuária e a agricultura representam o segundo setor mais relevante na economia de Tumiritinga. Em 2011, de todo o PIB da cidade, 7 705 mil reais era o valor adicionado bruto da agropecuária, enquanto que em 2010, 32,58% da população economicamente ativa do município estava ocupada no setor. Segundo o IBGE, em 2011 o município possuía um rebanho de 21 asininos, 29 361 bovinos, 400 caprinos, 1 700 equinos, 330 muares, 180 ovinos, 2 850 suínos e 28 585 aves, entre estas 11 500 galinhas, 11 mil galos, frangos e pintinhos e 85 codornas. Neste mesmo ano a cidade produziu 5 519 mil litros de leite de 5 510 vacas, 62 mil dúzias de ovos de galinha, mil dúzias de ovos de codorna e 2 500 quilos de mel de abelha.
Na lavoura temporária são produzidos principalmente a cana-de-açúcar (2 400 toneladas produzidas e 30 hectares cultivados), o milho (609 toneladas e 350 hectares) e a mandioca (341 toneladas e 31 hectares), além do arroz e do feijão. Já na lavoura permanente se destacam a banana (140 toneladas produzidas e 19 hectares cultivados) e a manga (90 toneladas produzidas e 10 hectares cultivados).
Setores secundário e terciário
A indústria, em 2011, era o setor menos relevante para a economia do município. 5 621 reais do PIB municipal eram do valor adicionado bruto do setor secundário. A produção industrial ainda é muito incipiente na cidade, mesmo que comece a dar sinais de aprimoramento, sendo resumida principalmente à fabricação de produtos alimentícios, à transformação mineral, à fabricação de cerâmica de revestimento ou pequenas fábricas. Segundo estatísticas do ano de 2010, 0,19% dos trabalhadores de Tumiritinga estavam ocupados no setor industrial extrativo e 8,12% na indústria de transformação.
O comércio está presente em Tumiritinga desde a época do estabelecimento dos primeiros moradores, no começo do século XX, sendo que foi um dos principais fatores para o desenvolvimento econômico e demográfico do município e hoje o setor representa a principal fonte de renda da cidade. Em 2010, 10,65% da população ocupada estava empregada no setor de construção, 0,54% nos setores de utilidade pública, 9,16% no comércio e 36,04% no setor de serviços e em 2011, 25 686 reais do PIB municipal eram do valor adicionado bruto do setor terciário.

## Infraestrutura

### Habitação e criminalidade
No ano de 2010 a cidade tinha 1 967 domicílios particulares permanentes. Desse total, 1 960 eram casas, seis eram apartamentos e um era habitação em casa de vila ou em condomínio. Do total de domicílios, 1 321 são imóveis próprios (1 306 já quitados e 15 em aquisição); 267 foram alugados; 342 foram cedidos (129 cedidos por empregador e 213 cedidos de outra forma) e 37 foram ocupados de outra maneira. Parte dessas residências conta com água tratada, energia elétrica, esgoto, limpeza urbana, telefonia fixa e telefonia celular. 1 563 domicílios eram atendidos pela rede geral de abastecimento de água (79,46% do total); 1 864 (94,76%) possuíam banheiros para uso exclusivo das residências; 1 369 (69,59% deles) eram atendidos por algum tipo de serviço de coleta de lixo; e 1 929 (98,06%) possuíam abastecimento de energia elétrica.
Entre 2006 e 2008, houve registro de dois homicídios (ambos ocorridos em 2006), duas mortes por suicídio (uma em 2006 e uma em 2007) e quatro óbitos por acidentes de transito (um em 2006, dois em 2007 e um em 2008).

### Saúde e educação
Em 2009, o município possuía quatro estabelecimentos de saúde entre hospitais, pronto-socorros, postos de saúde e serviços odontológicos, sendo todos públicos, pertencentes à rede municipal e integrantes do Sistema Único de Saúde (SUS). Em 2012, 99,3% das crianças menores de 1 ano de idade estavam com a carteira de vacinação em dia. Em 2011, foram registrados 104 nascidos vivos, sendo que o índice de mortalidade infantil neste ano foi de 9,6 óbitos de crianças menores de cinco anos de idade a cada mil nascidos. Em 2010, 7,15% das mulheres de 10 a 17 anos tiveram filhos (todas acima dos 15 anos) e a taxa de atividade entre meninas de 10 a 14 anos era de 14,99%. 1 619 crianças foram pesadas pelo Programa Saúde da Família, sendo que 0,5% do total estavam desnutridas.
Na área da educação, o Índice de Desenvolvimento da Educação Básica (IDEB) médio entre as escolas públicas de Tumiritinga era, no ano de 2011, de 4,3 (numa escala de avaliação que vai de nota 1 a 10), sendo que a nota obtida por alunos do 5º ano (antiga 4ª série) foi de 5,0 e do 9º ano (antiga 8ª série) foi de 3,7; o valor das escolas públicas de todo o Brasil era de 4,0. Em 2010, 2,52% das crianças com faixa etária entre sete e quatorze anos não estavam cursando o ensino fundamental. A taxa de conclusão, entre jovens de 15 a 17 anos, era de 27,3% e o percentual de alfabetização de jovens e adolescentes entre 15 e 24 anos era de 97,0%. A distorção idade-série entre alunos do ensino fundamental, ou seja, com com idade superior à recomendada, era de 11,3% para os anos iniciais e 33,5% nos anos finais e, no ensino médio, a defasagem chegava a 31,7%. Dentre os habitantes de 18 anos ou mais, 30,40% tinham completado o ensino fundamental e 15,13% o ensino médio, sendo que a população tinha em média 8,22 anos esperados de estudo.
Em 2010, de acordo com dados da amostra do censo demográfico, da população total, 2 011 habitantes frequentavam creches e/ou escolas. Desse total, 69 frequentavam creches, 198 estavam no ensino pré-escolar, 192 na classe de alfabetização, 35 na alfabetização de jovens e adultos, 1 000 no ensino fundamental, 233 no ensino médio, 124 na educação de jovens e adultos do ensino fundamental, 233 na educação de jovens e adultos do ensino médio, dez na especialização de nível superior, 52 em cursos superiores de graduação e dois doutorado. 3 972 pessoas não frequentavam unidades escolares, sendo que 914 nunca haviam frequentado e 3 368 haviam frequentado alguma vez. O município contava, em 2012, com aproximadamente 1 567 matrículas nas instituições de ensino da cidade. Segundo o IBGE, neste mesmo ano, das seis escolas do ensino fundamental, três pertenciam à rede pública estadual e três à rede pública municipal. Dentre as duas instituições de ensino médio, ambas pertenciam à rede pública estadual.
| Ensino pré-escolar | 191   | 9  | 2 |
| Ensino fundamental | 1 092 | 71 | 6 |
| Ensino médio       | 284   | 37 | 2 |

### Comunicação e serviços básicos
O código de área (DDD) de Tumiritinga é 033 e o Código de Endereçamento Postal (CEP) vai de 35125-000 a 35129-999. No dia 10 de novembro de 2008, o município passou a ser servido pela portabilidade, juntamente com outros municípios com o mesmo DDD. A portabilidade é um serviço que possibilita a troca da operadora sem a necessidade de se trocar o número do aparelho.
A responsável pelo serviço de abastecimento de energia elétrica é a Companhia Energética de Minas Gerais (Cemig). Segundo a empresa, em 2003 havia 2 067 consumidores e foram consumidos 4 089 435 KWh de energia. O serviço de coleta de esgoto é feito pela própria prefeitura, enquanto que o abastecimento de água da cidade é feito pela Companhia de Saneamento de Minas Gerais (Copasa), sendo que em 2008 havia 1 644 unidades consumidoras e eram distribuídos em média 768 m³ de água tratada por dia.

### Transportes
No começo do século XX, o então pequeno povoado, pertencente a Queiroga (atual Itanhomi), passou a ter transporte ferroviário, sendo atendido pela Estrada de Ferro Vitória a Minas (EFVM), cujas obras de construção deram início ao povoamento da região da atual cidade. A estação ferroviária da localidade foi inaugurada em 18 de outubro de 1909, oferecendo transporte de passageiros com saídas diárias para Belo Horizonte e Vitória ou outras cidades que possuam estações.
A frota municipal no ano de 2012 era de 694 veículos, sendo 287 automóveis, 29 caminhões, 32 caminhonetes, oito caminhonetas, seis micro-ônibus, 301 motocicletas, 12 motonetas, sete ônibus e 12 classificados como outros tipos de veículos. O principal acesso à cidade se dá por meio da LMG-775, que liga a sede à BR-116. A LMG-775 também serve de acesso à LMG-766, que começa em área de Tumiritinga e permite ligação com Itanhomi e Capitão Andrade.

## Cultura

### Manifestações culturais e instituições
Tumiritinga conta com um conselho de preservação de cultura, criado em 2004 e de caráter consultivo, deliberativo, normativo e fiscalizador, conselho de preservação do patrimônio, criado em 2006 e de caráter consultivo, deliberativo e fiscalizador, e legislação municipal de proteção ao patrimônio cultural. Dentre os espaços culturais, destaca-se a existência de uma biblioteca mantida pelo poder público municipal, um museu e dois estádios ou ginásios poliesportivos, segundo o IBGE em 2005 e 2012. Também há existência de grupos artísticos de manifestações tradicionais populares, capoeira e artes plásticas e visuais, de acordo com o IBGE em 2012.
O artesanato é uma das formas mais espontâneas da expressão cultural tumiritinguense, sendo que, segundo o IBGE, as principais atividades artesanais desenvolvidas em Tumiritinga são o bordado, trabalhos com couro e o mantimento da culinária típica. Os principais eventos do município são o Carnajaó, no período do carnaval, em fevereiro ou março; a Festa do Sagrado Coração de Jesus, realizada anualmente em maio ou junho; e a Festa de Nossa Senhora Aparecida, em outubro. O Carnajaó é um dos principais carnavais da região, sendo organizado na Praia do Jaó, às margens do rio Doce. Em algumas edições é integrado às festividades ou realizado na ocasião do aniversário da cidade e atrai cerca de 40 mil pessoas em cinco dias de festa.

### Atrativos
O principal atrativo de Tumiritinga é o Conjunto Paisagístico da Praia do Jaó, onde está situada uma das principais praias de água doce da região, a Praia do Jaó, às margens do rio Doce. Apesar da má qualidade das águas do manancial, com o contato direto com o rio devendo ser evitado, à sua margem há um complexo turístico que inclui uma área de eventos com 5 mil m², uma área de preservação ambiental, a Praça Silvio Perez, um campo de futebol, área de camping com capacidade para aproximadamente 700 barracas, área para churrasco, duchas, quiosques e estacionamento. Em 2011, foi construído um calçadão usado como espaço para caminhada com 600 metros de comprimento sobre um muro de contenção na margem do rio. Esse conjunto paisagístico foi reconhecido como patrimônio cultural pelo Instituto Estadual do Patrimônio Histórico e Artístico de Minas Gerais (IEPHA) em 2006.